# Koralpe
El Koralpe (esloveno Golica; también Koralm) es una cadena montañosa de los Alpes de Lavanttal o Alpes Nóricos en Austria, entre los ríos Mura y Lavant. El pico más alto es el Große Speikkogel, a 2140 m sobre el nivel del mar.

## Topografía
El Koralpe está limitado en el oeste por el valle de Lavant, en el norte por el paso Packsattel, en al este con las colinas de Estiria occidental y al sur con el paso de Soboth, un collado de montaña entre el valle del Drava y el del Sulm. La frontera entre las provincias austriacas de Carintia y Estiria discurre por la cresta de la montaña. Aunque las partes más altas de la cordillera, formada por roca cristalina, tienen un carácter de alta montaña, la mayor parte de la zona se caracteriza por formas de baja montaña.
Las cumbres más importantes son:
- Großer Speikkogel (2140 m): Destino popular de senderismo. Además de un refugio, también hay transmisores de la Österreichische Rundfunksender GmbH (ORS) e instalaciones de radar de las Fuerzas Armadas austriacas y de Austro Control alrededor de la cumbre.
- Reinischkogel (1463 m): La cima de la montaña situada ligeramente al noreste, cuya zona es un popular destino de excursiones para los habitantes de la capital de la provincia, Graz. El Reinischkogel está bien separado de la cordillera principal por la línea de profundidad Wildbach-Schrogentor-Oberer Modriachwinkel.

En el paso de Soboth, en el extremo sur de la cordillera, se encuentra el embalse del Soboth, cuya agua se utiliza para generar electricidad en Lavamünd. Aquí el Koralpe se fusiona con el Poßruck o Radlkamm (Kozjak en esloveno). La vertiente sur, que se encuentra en parte en Eslovenia, tiene el carácter de una cordillera baja y está drenada por valles en forma de garganta hacia el Drava. La mayor elevación de la vertiente sur es el Hühnerkogel (esloveno: Košenjak, 1522 m) en la frontera entre Carintia y Eslovenia.
El territorio del Koralpe está ocupado por Ruta de senderismo de larga distancia Norte-Sur (Ruta austriaca de senderismo de larga distancia 05).
La zona al este del Speikkogel con el Seekar y el Bärental es una reserva natural. La zona protegida incluye las cabeceras de los ríos Seebach, Payerlbach, Karbach y Schwarzen Sulm, y en ella se encuentra un área de distribución del Sturzbach-Gämswurz (Doronicum cataractarum), que sólo se da en el Koralpe.
Las zonas alpinas de la vertiente oriental del Koralpe, en la zona del municipio de Schwanberg, están protegidas como zona de conservación del paisaje. La protección tiene como efecto la preservación de los elementos naturales del paisaje y el mantenimiento de las características del paisaje cultural conformado por la agricultura, en particular la preservación de elementos del paisaje como los pastizales alpinos, las zonas de bosque, las praderas de canchales, los rodales de krummholz, las aguas fluidas naturales con su vegetación acompañante y los hábitats de especies animales y vegetales silvestres. La ordenanza sobre esta protección se promulgó de nuevo en 2015, tras lo cual parte de la zona anteriormente protegida, el Glitzalm, dejó de formar parte de esta. Se suponía que esto mejoraría las posibilidades legales para la construcción de una central eléctrica de bombeo en el Schwarze Sulm.